# 富錦戰鬥
富錦戰鬥發生於1929年10月，地點則是在中國黑龙江合江北一帶，是中東路事件的戰鬥之一。富錦戰鬥的交戰雙方，一方為東北軍，另一方為苏軍。

## 參看
- 中東路事件